# Mantispa fuliginosa
Mantispa fuliginosa är en insektsart som beskrevs av Loew in Hagen 1859. Mantispa fuliginosa ingår i släktet Mantispa och familjen fångsländor. Inga underarter finns listade i Catalogue of Life.